# Casinaria geometrae
Casinaria geometrae är en stekelart som beskrevs av Walley 1947. Casinaria geometrae ingår i släktet Casinaria och familjen brokparasitsteklar. Utöver nominatformen finns också underarten C. g. occidentalis.